# Latrodectus antheratus
Latrodectus antheratus är en spindelart som först beskrevs av Badcock 1932.  Latrodectus antheratus ingår i släktet änkespindlar, och familjen klotspindlar. Inga underarter finns listade i Catalogue of Life.